# فنادق راديسون

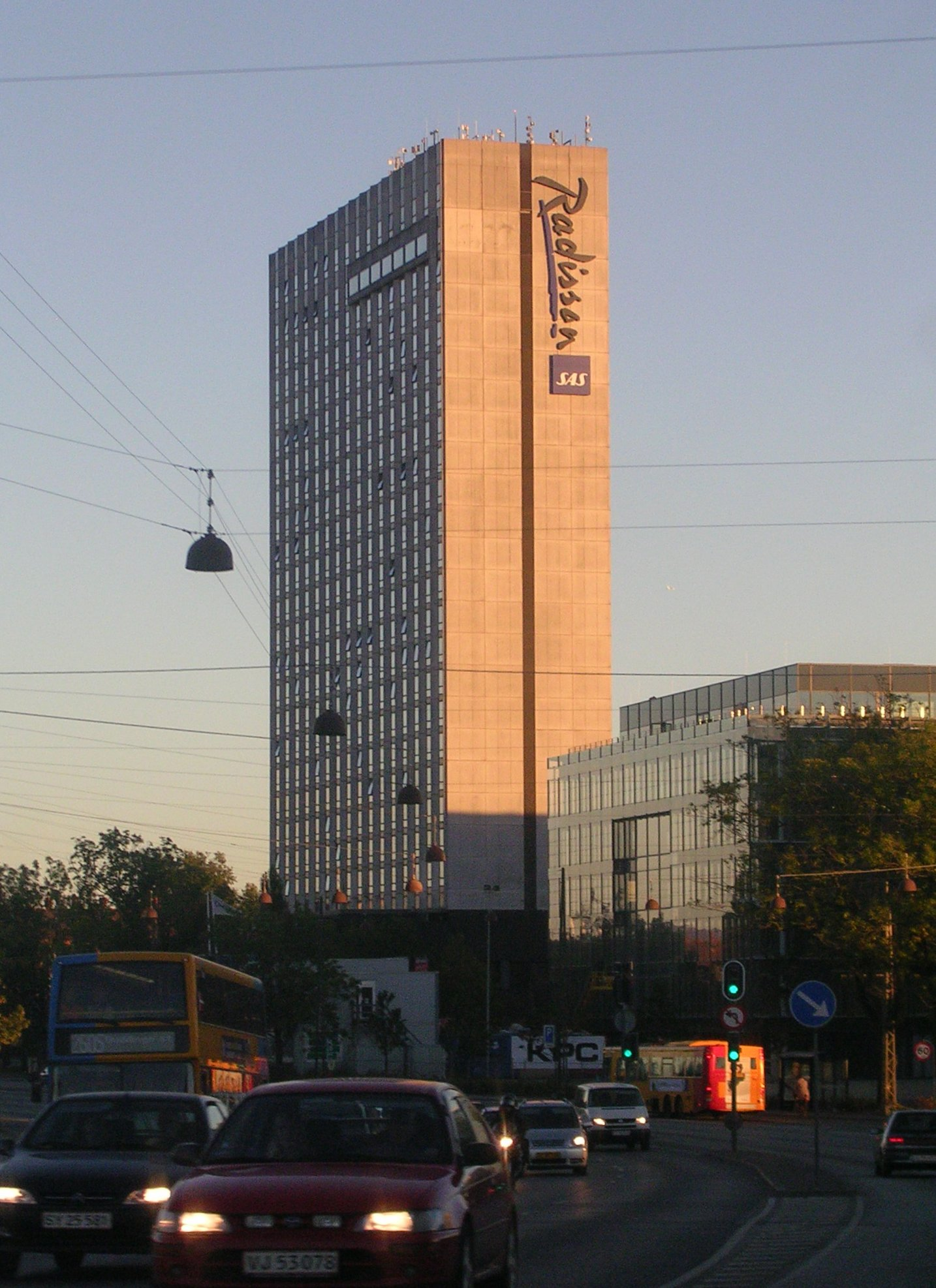
فندق راديسون ساس في كوبنهاغن، الدنمارك

فنادق راديسون (بالإنجليزية: Radisson Hotels)‏ هي إحدى شركات الفندقة المتميزة حول العالم، بأكثر من 420 موقع في 73 دولة. وقد بني أول فندق راديسون في منيابولس، مينيسوتا في عام 1909، وقد سمي تيمنا بالمكتشف الفرنسي بيير-إسبريت راديسون، الذي عاش في القرن السابع عشر. وقد ابتاع كيرت كارلسون الفندق في عام 1962 ولا يزال تحت ملكية شركة كارلسون.

## في الولايات المتحدة
تقع غالبية فنادق راديسون في الولايات المتحدة. ويقع مقر الشركة الرئيس، بالإضافة إلى الشركة الأم كارلسون، في ضواحي منيابولس، مينيسوتا، حيث بني أول فندق راديسون.

## حول العالم
يوجد 420 فندق للشركة في 73 دولة حول العالم.

## وصلات خارجية
- الموقع الرسمي